# La mujer más fea del mundo
La mujer más fea del mundo es una película española dirigida por Miguel Bardem. 

## Reparto
- Elia Galera (Lola Otero)
- Alberto San Juan (Luis Casanova)
- Alicia Agut (La monjita)
- Anabel Alonso (Rocío)
- Carlos Lucas (ayudante del forense)
- Roberto Álvarez (Teniente Arribas)
- Javivi (Sargento Pelayo)
- Héctor Alterio (Dr. Werner)
- Guillermo Toledo (Lafuente)
- Inma del Moral (Vicky)
- Eloi Yebra (Macarra)
- Penélope Velasco (Cuca Maragato)
- Enrique Villén (Abella)
- Pablo Pinedo (León)
- Saturnino García (El Forense)
- David Pinilla (Pizarro)
- Ramón Barea (Sr. Otero)
- Santiago Segura (Presidente de la República)
- Lourdes Bartolomé (Enfermera)
- Fernando Ramallo (Macarra)
- Javier Albalá (Musculitos)
- Alicia Altabella (Anciana loca)
- Txema Hermoso (Macarra)
- Carmen Arbex (Enfermera)
- Pilar Castro (Feminista)
- Santiago Lajusticia
- Alicia Mohino (Madre de niño)
- Roberto Álamo (Peluquero)
- Javier Veiga (Médico)
- Javier Gurruchaga (El presentador)
- Luis Bermejo
- Agustín González (Rector)
- Manuel Manquiña (Tipo Tics)
- Luis Ciges (El anciano vicioso)
- María Isbert (La anciana borde)
- Manuel Morón (Carmelo)
- María Silva (Miss)
- Paco Maestre (El camarero)
- Pepa Pedroche (Luise)
- Estrella Zapatero (Secretaria del Rector)
- Joshean Mauleón
- Ángel Plana
- Paloma Montero (Funcionaria)
- Fanny Condado (Secretaria)
- Marina Lozano (Domadora)
- Mari Ángeles Acevedo (Doña Lidia)
- Amanda Cascajosa (Niña)
- Gloria Toro (Miss Las Palmas)
- Alfredo Díaz (Agente)
- Marta Gil (Miss Barcelona)
- Margarita Mas (Angelita)
- Raquel Jiménez (Miss)
- Elisa Portela (Miss Santander)
- Elvira Trejo
- Sonia Villalva
- Patricia Villena

## Argumento
La trama se estructura desde el inicio hasta bien avanzado el filme en dos líneas que corren paralelas: la investigación que el teniente Arribas (Roberto Álvarez) y su equipo realizan a tenor de un misterioso asesinato ocurrido en una residencia de ancianos, al parecer perpetrado por una monja, entrelazada con la vida de la bella Lola Otero (Elia Galera), una femme fatale devoradora de hombres que esconde un misterioso secreto. A resultas de la investigación del Teniente Arribas, que se encierra cada noche en la soledad de su apartamento y que también esconde un secreto, y su ayudante, el tartaja y enamoradizo sargento Pelayo (Javivi), descubren que un extraño profesor, el Dr. Werner (Héctor Alterio) puede estar implicado. Esto les pone en la pista de una paciente deforme a la que el doctor atendió en el pasado: Lola Otero, que se transformó en la hermosa mujer que es ahora. A la vez comienza a  haber flashbacks de la triste adolescencia de Lola y sus desengaños, y todo ese odio encerrado la ha vuelto loca. A partir de ese momento la investigación toma cuerpo y ciertas trágicas desapariciones y asesinatos de misses España parecen apuntar a la trastornada Lola como autora de los crímenes.

## Comentarios
- La música está compuesta por el padre del director (Juan Antonio Bardem).

- Elia Galera, es una modelo y abogada laboralista que realiza su primera incursión en el cine.